# Tatort: Taxi nach Leipzig (1970)
Taxi nach Leipzig ist der erste Fernsehfilm der Krimireihe Tatort und wurde am 29. November 1970 um 20:20 Uhr erstausgestrahlt.

## Handlung
Ein Amtshilfeersuchen des Generalstaatsanwaltes der DDR fordert die Unterstützung der Ermittlungsbehörden der Bundesrepublik an. Auf einem Rastplatz der Transitautobahn nahe Leipzig wurde die Leiche eines kleinen Jungen gefunden. Eine Verbindung zur Bundesrepublik schlossen die DDR-Behörden aus der Tatsache, dass der Junge Bekleidungsteile westdeutscher Herkunft trug. Zwar wird das Hilfeersuchen bald zurückgezogen, doch Hauptkommissar Paul Trimmel von der Hamburger Kriminalpolizei beschäftigt der Fall weiterhin. Trimmels Ost-Berliner Kollege Karl Lincke vom Ministerium für Staatssicherheit kennt ihn von einer Tätigkeit im früheren Reichskriminalpolizeiamt her – versichert ihm unter der Hand per Telefon, dass keine weitere Unterstützung mehr erforderlich sei.
Trimmel beginnt mit eigenen Nachforschungen: Diese führen ihn zunächst zu einer Villa an der noblen Hamburger Elbchaussee. Durch Befragen einer Nachbarin erfährt der Kommissar, dass der vermögende Chemiker Erich Landsberger, Vater des tot aufgefundenen unehelichen Kindes, das mittlerweile von der DDR-Bürgerin Eva Billsing als ihr Sohn Christian identifiziert wurde, nach Frankfurt am Main verzogen ist.
Zu weiteren Ermittlungen fährt Hauptkommissar Trimmel im Auto zunächst nach Frankfurt. Landsberger zeigt sich ihm gegenüber allerdings wenig kooperativ. Trimmel lässt nicht locker und macht sich über die innerdeutsche Grenze in Richtung West-Berlin auf. In der Nähe von Leipzig täuscht er eine Panne vor, nimmt sich ein Taxi und sucht nach Eva Billsing, trifft sie jedoch nicht an. Als Eva davon erfährt, gerät sie in Panik und trifft sich mit ihrem Freund, dem Volkspolizisten Peter Klaus. Sie zeigt ihm eine Nachricht von Trimmel. Klaus ergreift die Initiative und lässt Trimmel, der in West-Berlin übernachtet, ausfindig machen. Nebenbei erfährt er dessen Identität. Auf einem Rastplatz an der Transitautobahn fängt er ihn ab und fährt mit ihm zwecks Befragung zu einem abgelegenen Platz. Dabei kommt es zu einem physischen Kräftemessen. Doch Trimmel gelingt es, Klaus dazu zu bewegen, sich mit Eva zu treffen und herauszufinden, wie es zum Tod des Kindes kam. Er vermutet, dass Landsberger sein an Leukämie erkranktes Kind gegen das gesunde Kind von Eva ausgetauscht hat. Unter dem Druck von Trimmels Behauptung gibt sie schließlich zu, das Kind ausgetauscht zu haben, mit dem Versprechen, Landsberger später zu heiraten.
Trimmel konfrontiert Landsberger damit, dass Eva ihn nicht mehr heiraten wolle. Das bringt ihn dazu, Trimmel mit einer Waffe zu bedrohen, wobei sich ein Schuss löst, der aber in die Decke geht. Landsberger will sich persönlich von Trimmels Aussage überzeugen und zwingt ihn mitzukommen mit der Drohung, dass er seine DDR-Reise ansonsten Trimmels Vorgesetzten melden würde.
Es kommt zu einem Treffen zwischen Landsberger, Peter Klaus, Trimmel und Eva Billsing auf einem DDR-Autobahnrastplatz. Dort bestätigt Eva Landsberger, ihm nicht mehr nach Westdeutschland folgen zu wollen, weil sie einen Mann brauche, der immer da sei. Auch möchte sie ihren Sohn zurück, was Landsberger aber ablehnt. Er schenkt ihr stattdessen ein Armband und sie verabschieden sich voneinander. Auf der Rückreise will Trimmel von Landsberger wissen, wie er sich des Kindes entledigt hat, wobei ihm klar wird, dass das Kind vermutlich noch lebte und von ihm erstickt worden ist, um ihm weiteres Leid zu ersparen, wie der Vater angibt. Sie fahren heimwärts, aber Landsberger misstraut dem Kommissar, da er nicht weiß, wie Trimmel mit ihm verfahren wird. Ein Bild Landsbergers mit seinem Sohn auf dem Arm signalisiert, dass er ihn wohl unbehelligt lassen wird.

## Hintergrund

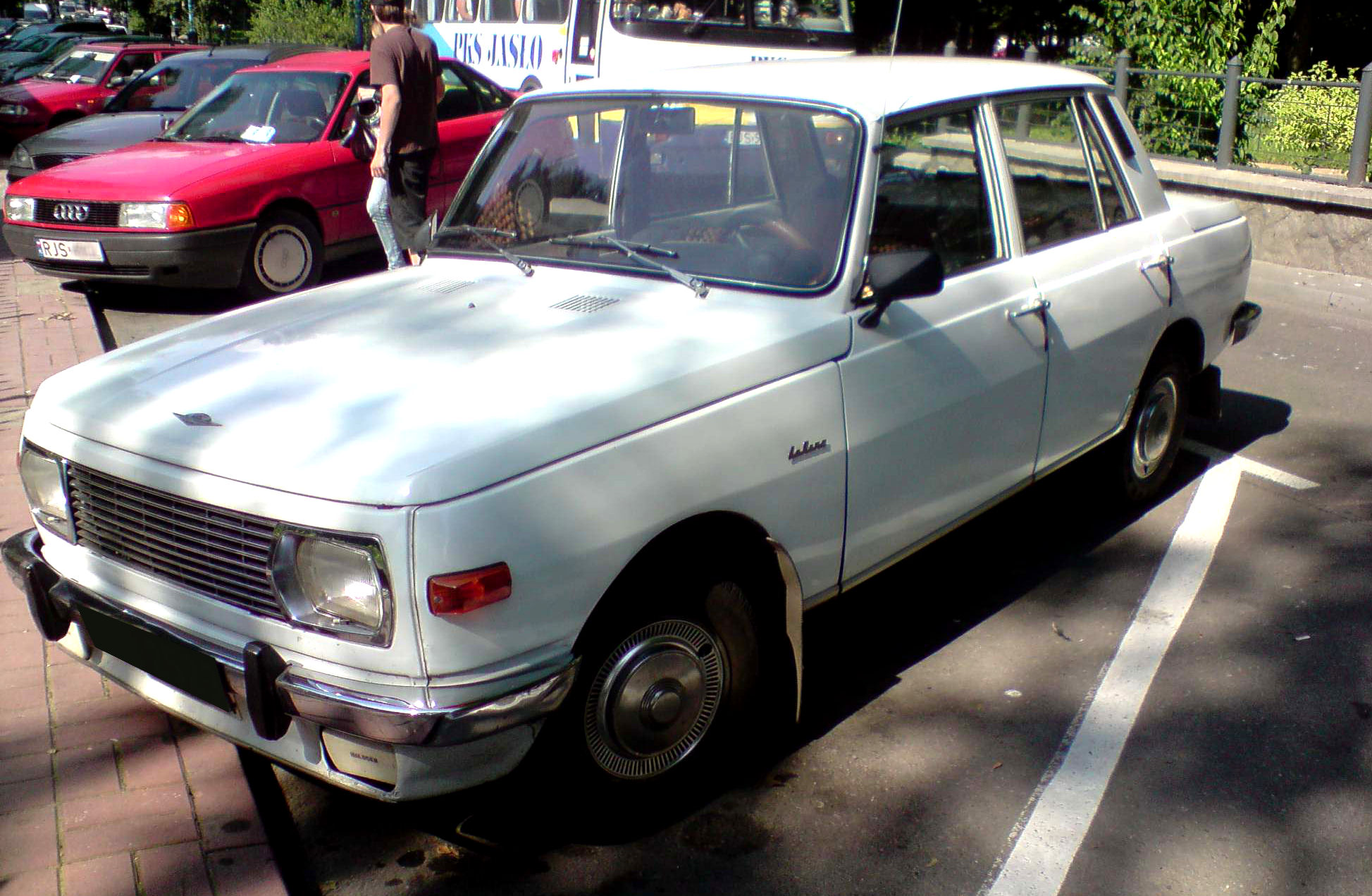
Ein Wartburg 353, wie er als Taxi oder Polizeifahrzeug in der Folge Taxi nach Leipzig verwendet wurde

Taxi nach Leipzig ist der zweite Fernsehfilm mit der Figur Paul Trimmel, wurde unabhängig von der Tatort-Reihe gedreht und erst nach der Fertigstellung als Auftaktfilm in diese integriert. Der erste Film der Trimmel-Reihe wurde bereits 1969 unter dem Titel Exklusiv! gesendet, 1971 aber ebenfalls in die Reihe als Episode 9 eingeordnet und (wiederholt) ausgestrahlt.
Die eintausendste Folge der Tatort-Reihe heißt in Tradition zur ersten ebenfalls Taxi nach Leipzig (Erstausstrahlung 2016). In ihr treten mehrere Schauspieler des Tatorts von 1970 in kurzen Nebenrollen auf. Ferner ist der Co-Autor des Drehbuchs von 1970, Friedhelm Werremeier, in einem Cameo-Auftritt als herablassend blickender älterer Herr zu sehen.

## Ausstrahlung & Rezeption
Die Erstausstrahlung von Taxi nach Leipzig am 29. November 1970 erreichte einen Marktanteil von 61,0 % für Das Erste.
Die Frankfurter Allgemeine Zeitung sah die damals neue Krimireihe am 1. Dezember 1970 kritisch:

„Im ganzen bietet der Anfang der Serie mehr eine Variante von Bekanntem als etwas Neues. Stutzig macht auch, daß einem vorsorglich ‚kriminalistische Hausmannskost‘ versprochen wird. Herzlich gern nähme man sie. Aber noch immer ist eine Hummermayonnaise leichter zu machen als ein guter Eintopf …“

In der Rückschau wurde die Tatort-Folge in derselben Zeitung 2008 viel positiver bewertet:

„Dieser allererste ‚Tatort‘ war ein Meisterstück, von der Kritik schwer verkannt, dabei all jene Qualitäten aufweisend, die der Reihe später tatsächlich immer mal wieder verlorengingen. Ein Kammerspiel, ein spannender Thriller, eine Geschichte von Rang, mit stimmiger Dramaturgie und einem bestechenden Ensemble – der Krimi als Gegenwartsroman […].“